# 新大村駅
新大村駅（しんおおむらえき）は、長崎県大村市植松三丁目にある、九州旅客鉄道（JR九州）の駅である。西九州新幹線と、在来線の大村線が乗り入れる。

## 概要

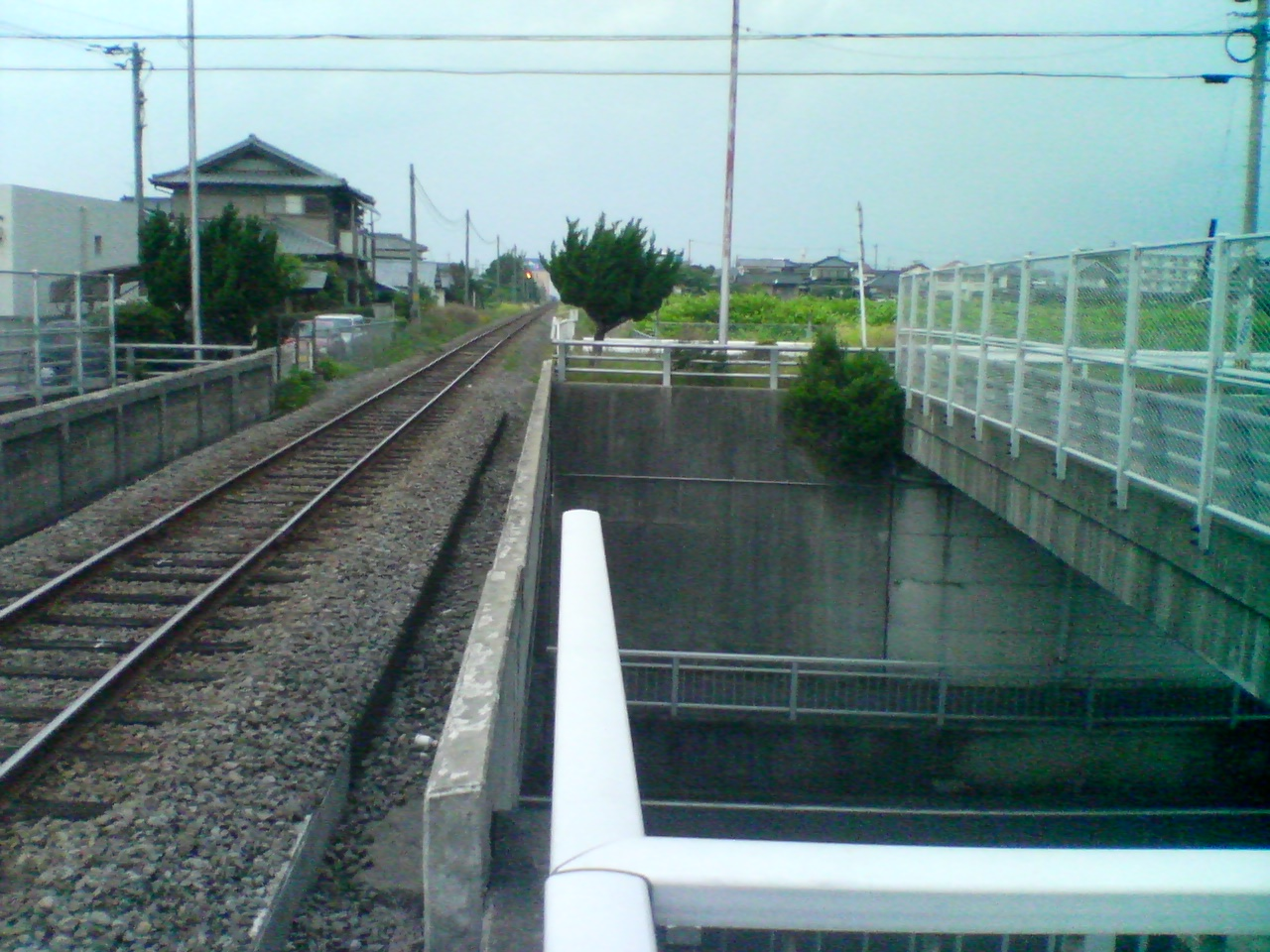
建設前の同地。竹松駅方面を望む。現在は線路（大村線）右側に新大村駅が設置されている。

西九州新幹線の開業に合わせて設置された駅である。長崎空港に比較的近いが、大村市の中心駅は大村駅である。
西九州新幹線と大村線の計2路線が乗入れており、相互に乗換が可能。
大村線の駅は元々同地に設置されておらず、西九州新幹線開業に合わせて大村車両基地駅と共に請願駅として開設された。
諫早駅までは西九州新幹線と大村線が並行するような形になっているが、両者は異なる経路とされており、営業キロは西九州新幹線が12.5 km、大村線が13.9 kmとなっている。また、選択乗車もできない。新大村駅 - 諫早駅間のみを乗車する場合、大村線は地方交通線であるため、大村線経由だと運賃計算キロ（擬制キロ）は15.3 kmとなり、運賃自体は西九州新幹線より高くなる。

## 歴史
- 2015年（平成27年）6月26日：駅高架橋の土木工事に着手[6]。
- 2019年（令和元年）10月8日：駅舎建築工事に着手[7]。
- 2020年（令和2年）11月26日：駅名を「新大村駅（しんおおむらえき）」に決定する[8]。
- 2022年（令和4年）
  - 3月11日：駅舎建設工事が竣工[9]。
  - 9月22日：東口および西口の駅前広場、東西自由通路が完成[10]。
  - 9月23日：開業[1][2][3][4]。観光特急「ふたつ星4047」が運行を開始し、停車駅となる。

## 駅構造
新幹線ホームの高架下に駅舎及び商業施設「サクラミライ新大村」、地上駅となる大村線ホームが設置されている。

### 駅舎
新幹線ホーム下に駅舎と商業施設「サクラミライ新大村」を有する。出入口は2ヶ所あり、東口はさくら口、西口はさざなみ口と呼ばれる。

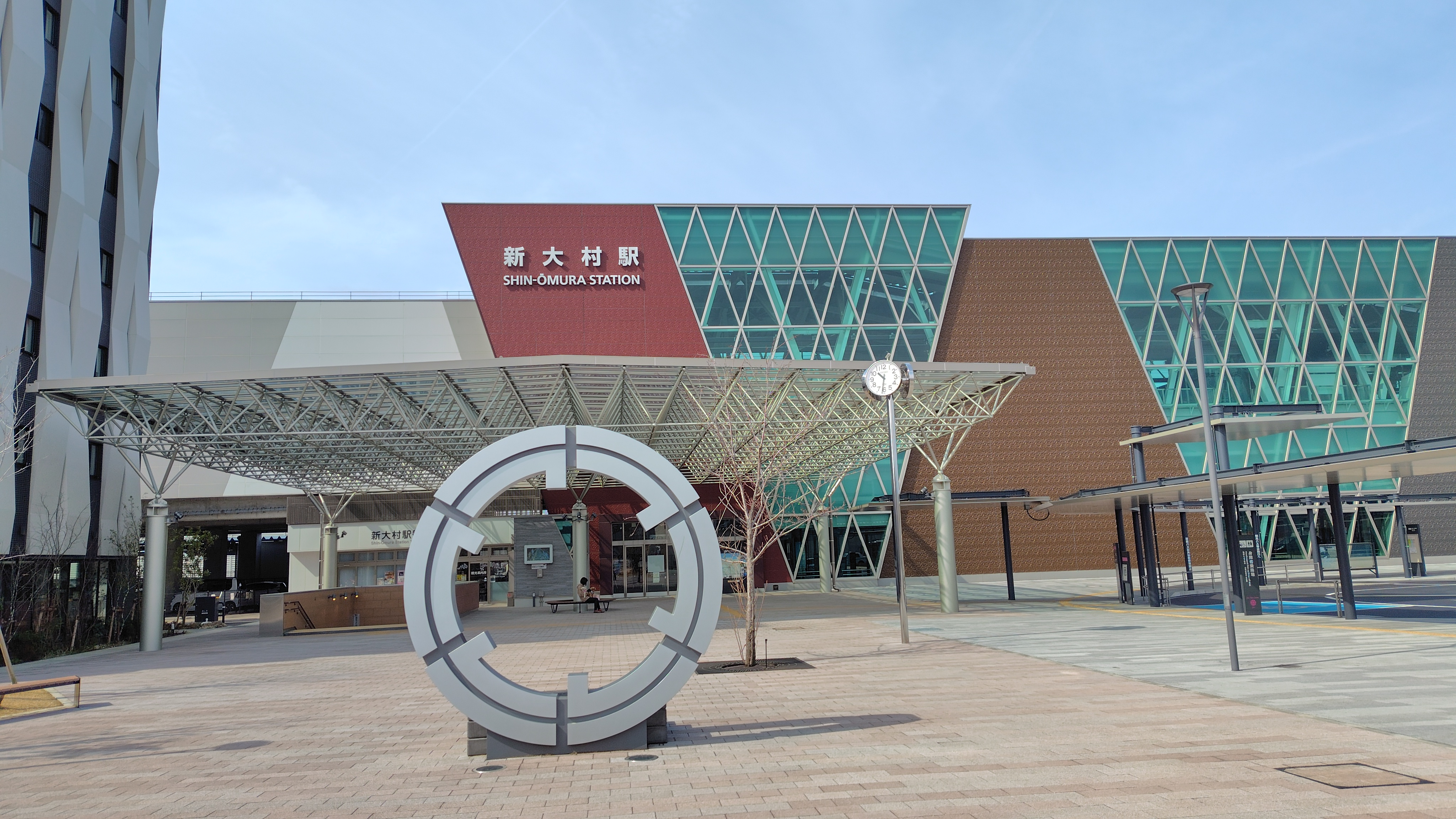
東口〈さくら口〉（2025年3月）

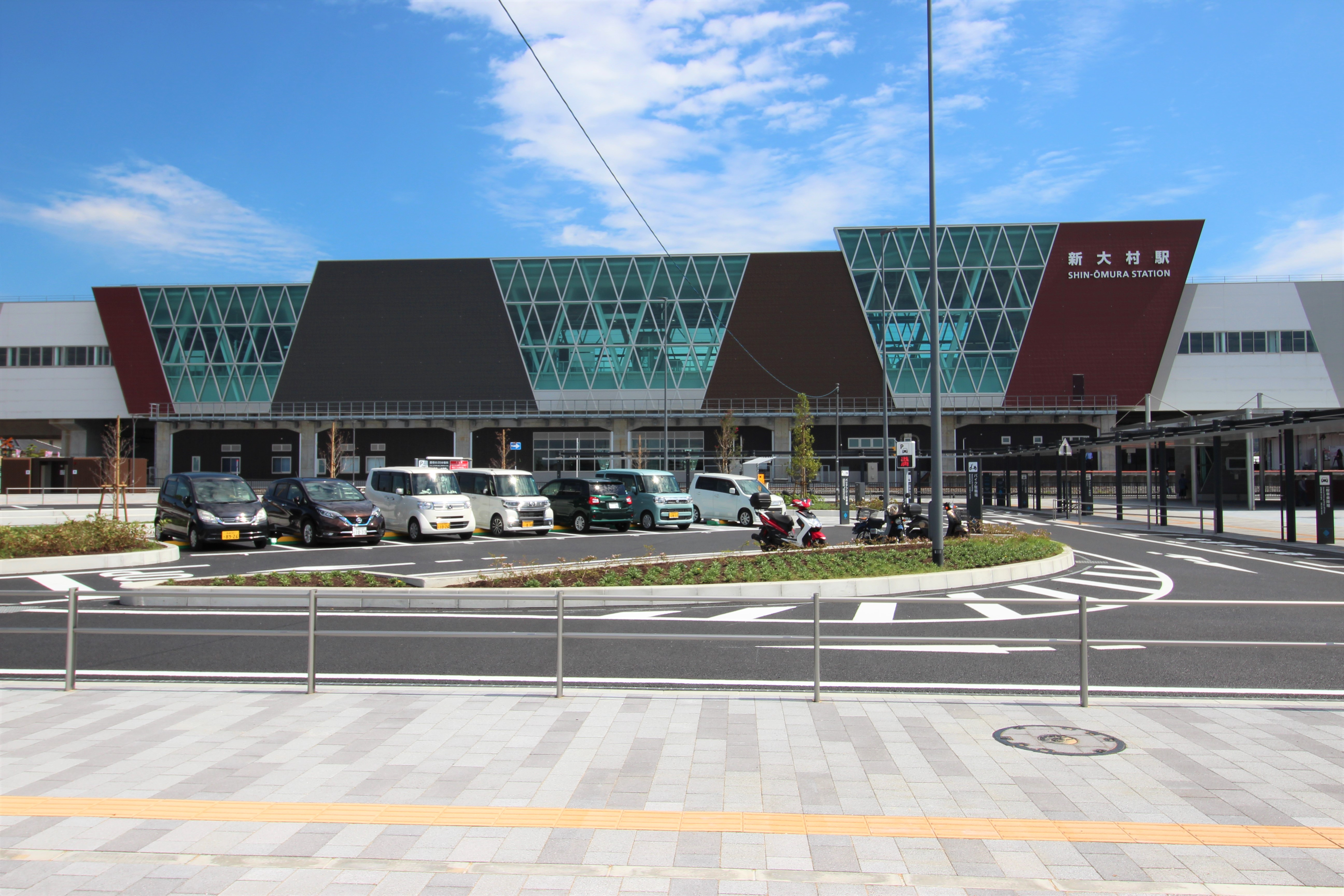
西口〈さざなみ口〉（2022年9月）

車寄せやバス停などが設置されメインとなる東口〈さくら口〉と西口〈さざなみ口〉との間は地下自由通路で結ばれており、さくら口には伊藤園が寄贈した桜の木が植えられている。

### 西九州新幹線
相対式ホーム2面2線を有する高架駅である。待避線が無いため可動式安全柵が設置されている。

### 大村線
単式ホーム1面1線を有する地上駅。
新幹線と大村線の改札口は別で、新幹線は自動改札機であるのに対し、大村線は改札がなく無人駅扱いである。乗換改札口がないため、新幹線と大村線の乗換の際は一旦改札口から出ることになるが、途中下車不可のきっぷであっても特例で改札口から出ることができる。大村線側は1駅早岐寄りの竹松駅までSUGOCA長崎エリアに含まれるため、簡易改札機が設置されている。

### のりば
| のりば | 路線                      | 方向 | 行先                           | 備考                             |
| ------ | ------------------------- | ---- | ------------------------------ | -------------------------------- |
| 在来線 |                           |      |                                |                                  |
| 1      | ■大村線                   | 下り | 諫早・長崎方面                 |                                  |
| 1      | ■大村線                   | 上り | 早岐・佐世保方面               |                                  |
| 1      | □観光特急「ふたつ星4047」 | 上り | 早岐・武雄温泉方面             |                                  |
| 新幹線 |                           |      |                                |                                  |
| 11     | ■西九州新幹線             | 上り | 武雄温泉・佐賀・鳥栖・博多方面 | 武雄温泉で博多方面行き特急と接続 |
| 12     | ■西九州新幹線             | 下り | 諫早・長崎方面                 |                                  |

（出典：JR九州 駅情報一覧）

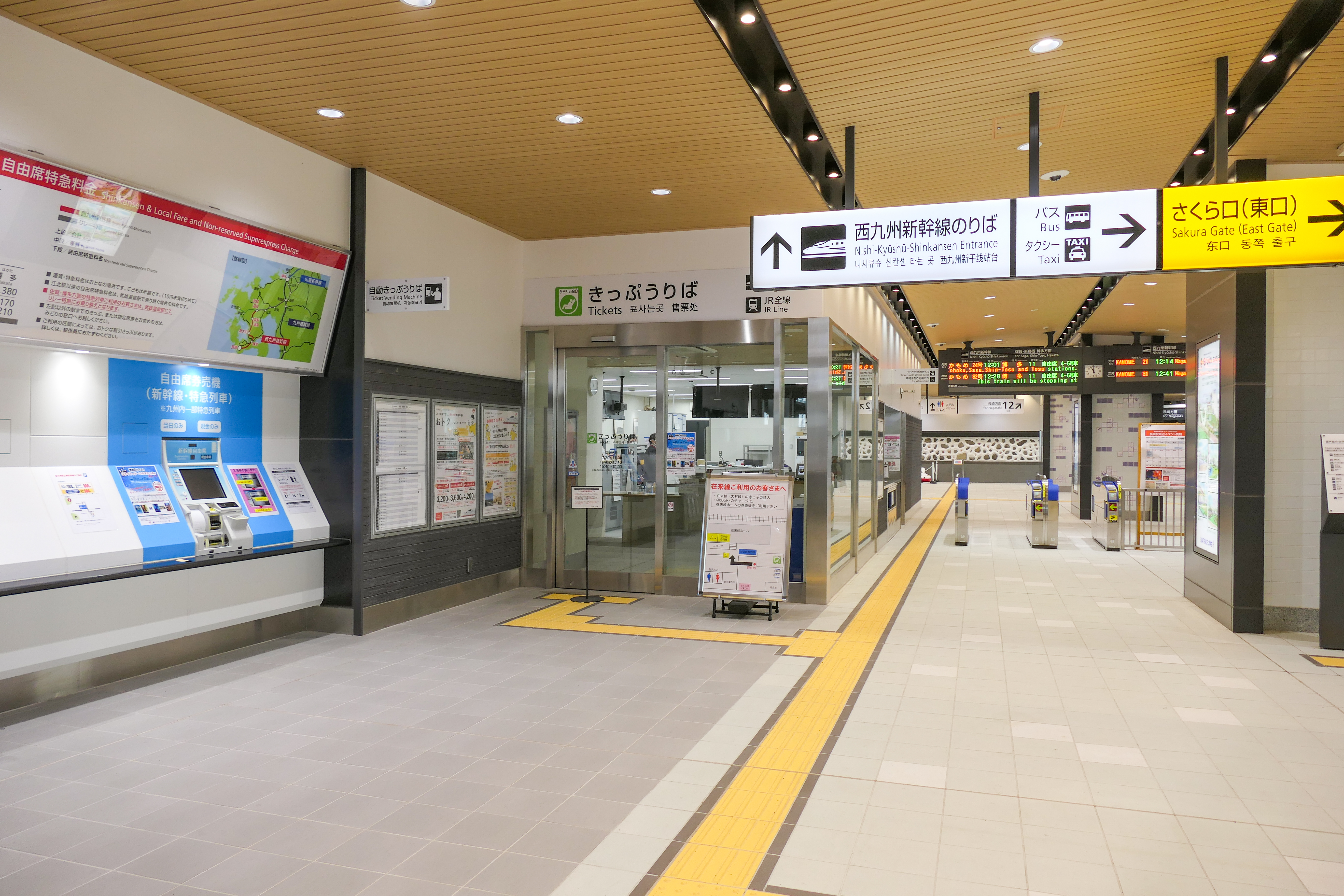
新幹線改札口と切符売り場（2023年1月）
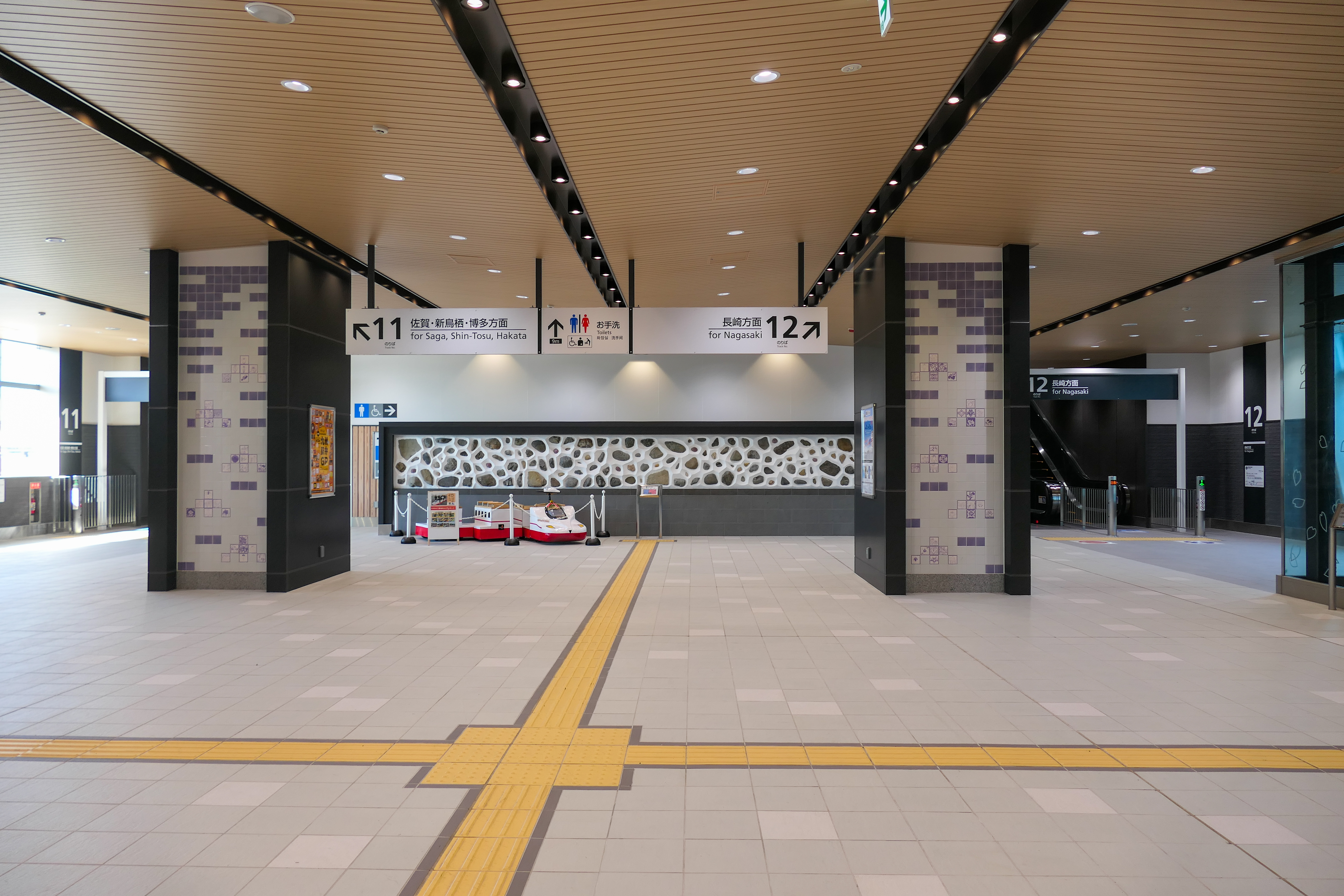
新幹線改札内コンコース（2023年1月）
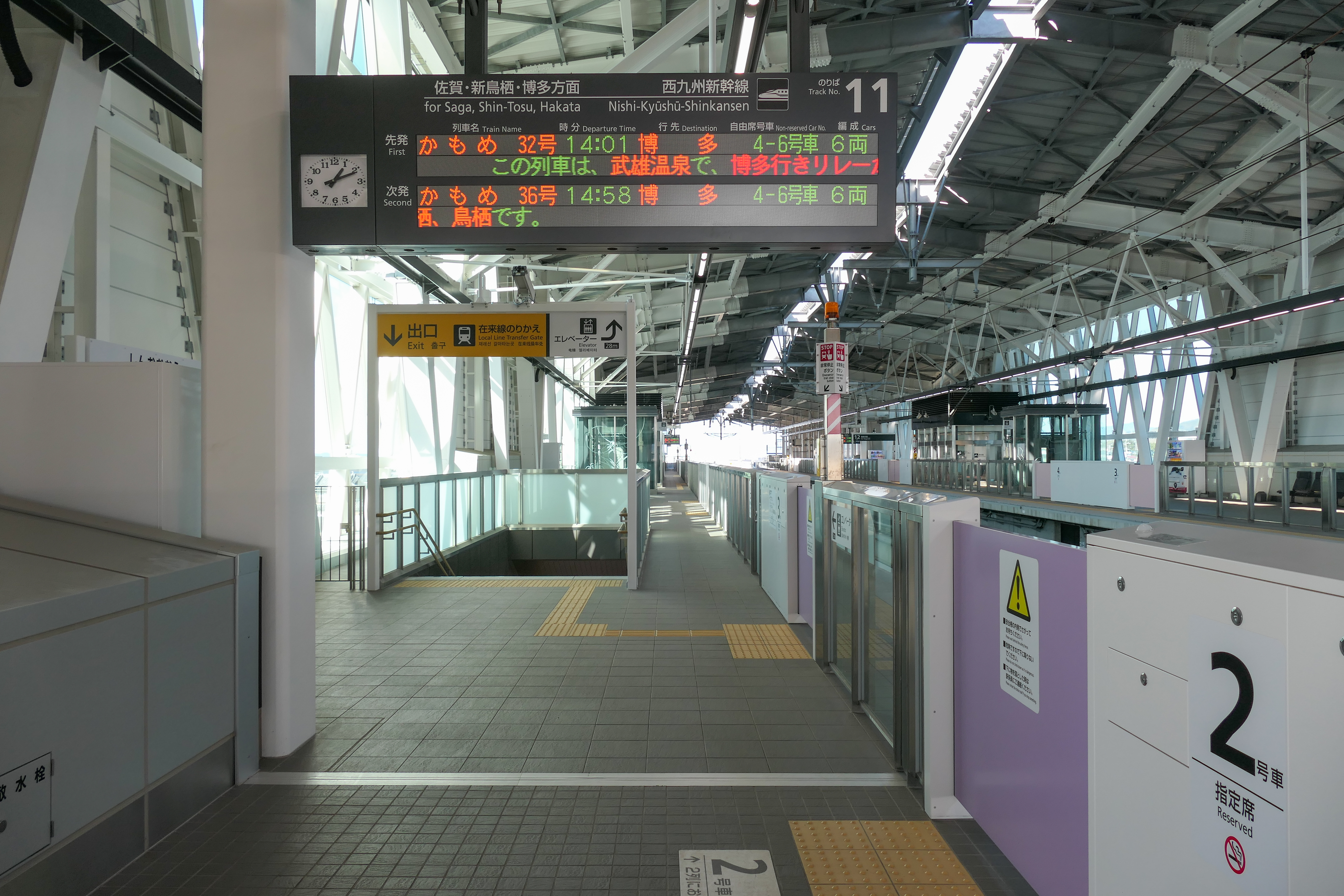
新幹線11番線ホーム（2023年1月）
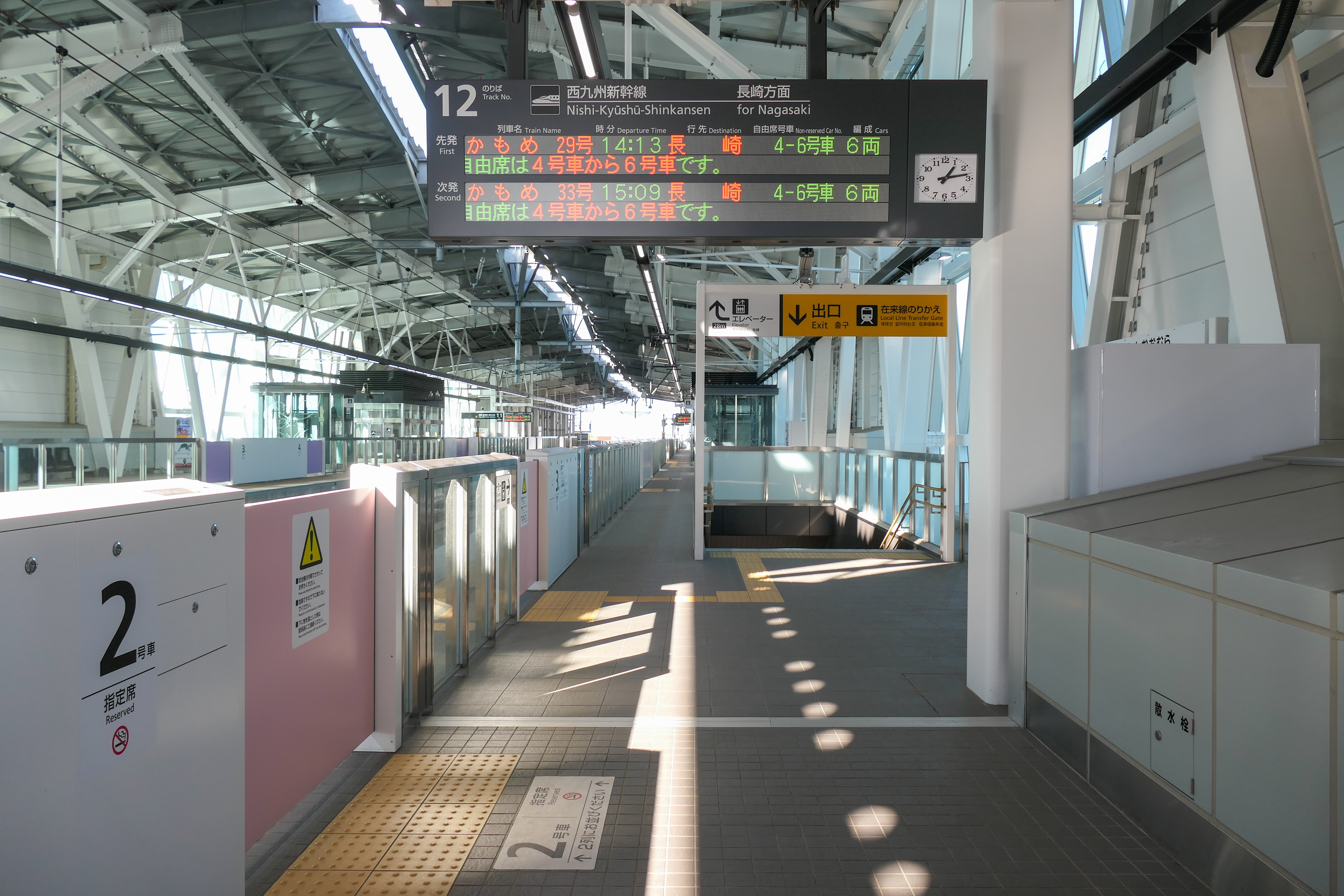
新幹線12番線ホーム（2023年1月）
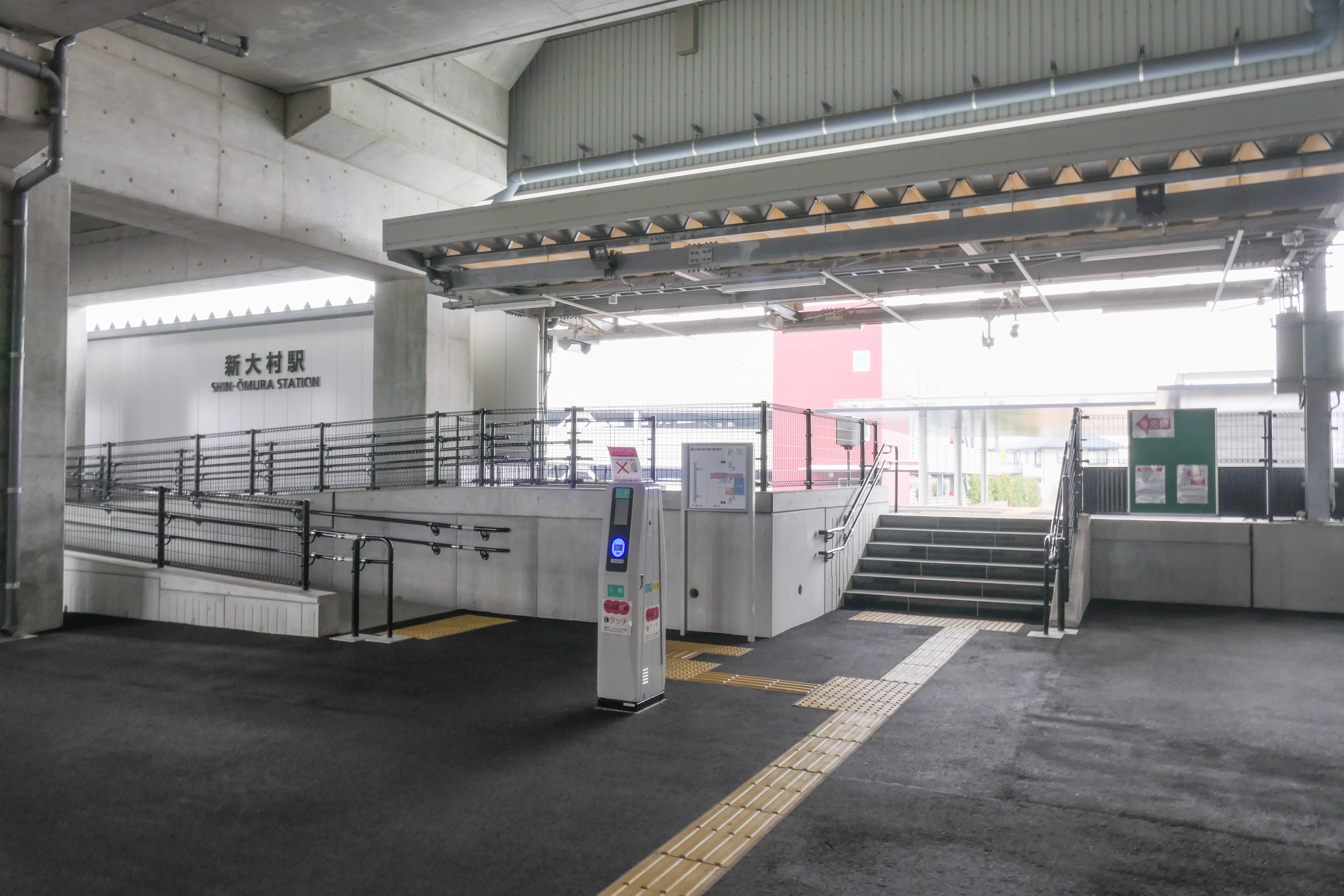
大村線改札口（2023年1月）
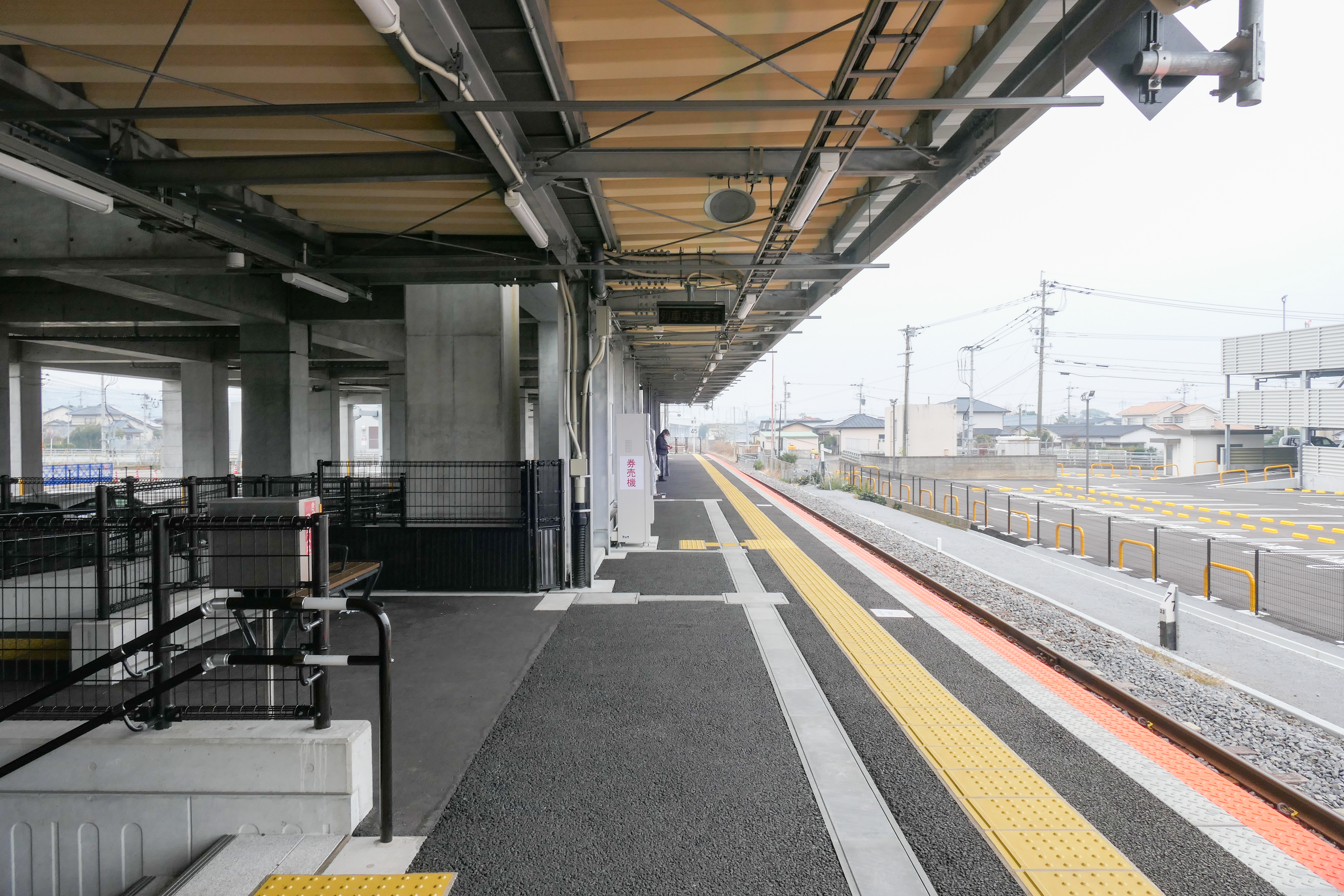
大村線ホーム（2023年1月）

## 最長片道切符の終点
当駅および西九州新幹線の開業により、稚内駅からの最長片道切符の終着駅がそれまでの江北駅（旧・肥前山口駅）から当駅に代わった。西九州新幹線開業前の最長片道切符の肥前山口駅以西のルートは肥前山口駅 → 諫早駅 → 早岐駅 → 武雄温泉駅 → 肥前山口駅であったが、開業後の江北駅以西のルートは江北駅 → 諫早駅 → 早岐駅 → 武雄温泉駅 → 新大村駅となり、武雄温泉駅 - 肥前山口駅間（13.7km）が武雄温泉駅 - 新大村駅（32.2km）に置き換わりキロ数が18.5km増加した。
この新ルートでの達成者第一号は鉄旅タレントの伊藤桃であった。
その後、根室本線富良野駅 - 新得駅間の廃止に伴い、2024年4月1日から隣の竹松駅が始発駅、長万部駅が終着駅となった。ただし、終点でなくなったのは営業キロによるルートの場合であり、運賃計算キロを用いた最長ルートでは引き続き稚内駅 → 新大村駅となる。

## 駅周辺
交通
- 国道34号
- 国道444号
- 長崎自動車道大村IC
- 長崎空港

施設等
- サクラミライ新大村
- ゆめマート新大村店
- 無印良品新大村駅前店
- スターバックスコーヒー新大村駅前店
- 大村聖母幼稚園
- 市立大村市民病院
- 長崎県運転免許試験場
- 陸上自衛隊大村駐屯地、竹松駐屯地
- 海上自衛隊大村航空基地
- 長崎県工業技術センター
- 琴平スカイパーク
- まるたか生鮮市場池田店
- MEGAドン・キホーテ 大村インター店

## バス路線
2022年9月23日の開業時より長崎県交通局（長崎県営バス）の新大村駅バス停がバスロータリーに設置されている。また、2023年10月29日より西肥自動車（西肥バス）の新大村駅前バス停がバスロータリーの北側の道路の路上に設置されている。
以下のバス路線が停車する。
- 長崎県交通局
  - 北部循環線（NL：左まわり・NR：右まわり／市民病院・試験場・黒丸入口・大村車両基地駅・小路口本町経由）[20]
  - 3：萱瀬・竹松線（大村ターミナル・大村市役所・長崎医療センター・向木場入口方面／大村インター・坂口・黒木方面／大村インター・三彩の里方面）
  - 4：小路口線（大村ターミナル方面／竹松アパート方面）
- 西肥自動車
  - 長崎空港線（長崎空港方面／ハウステンボス・佐世保バスセンター・佐々バスセンター・佐々インター方面）

当駅の開業初日から実証実験として、当駅と長崎空港・大村インターチェンジを結ぶ予約制乗合タクシー「おおむらかもめライナー」が運行されていたが。2023年10月29日からは西肥自動車の長崎空港線が代替の実証実験として当駅に乗り入れることとなったため、前日の28日に運行を終了している。
上記に加え、大村競艇場（ボートレース大村）による無料ファンサービスタクシーが2022年9月27日から運行されている。
この他、付近には長崎県交通局（長崎県営バス）の植松東バス停があり、以下のバス路線が停車する。
- 長崎県交通局
  - 空港リムジンバス（長崎空港 - 長崎駅間・長崎バイパス経由）
  - S：高速シャトルバス（大村 - 長崎駅間） - 長崎駅行きは乗車のみ、大村方面行きは降車のみ。

## 隣の駅
九州旅客鉄道（JR九州）
■西九州新幹線
嬉野温泉駅 - 新大村駅 - 諫早駅
■大村線
- 特急「ふたつ星4047」停車駅（武雄温泉行きのみ）

■快速「シーサイドライナー」、■区間快速「シーサイドライナー」
竹松駅 - 新大村駅 - 大村駅
■普通
竹松駅 - 新大村駅 - 諏訪駅